# Dial "N" for Nerder
Dial "N" for Nerder, también conocido como N is for Nerder, titulado Con "N" de Nerd en Hispanoamérica y Ñoño-crimen perfecto en España, es un episodio perteneciente a la decimonovena temporada de la serie animada Los Simpson, emitido por primera vez en Estados Unidos el 9 de marzo de 2008, el 24 de agosto de 2008 en Hispanoamérica y en España el 16 de agosto de 2009. Luego de que una broma les sale mal, Bart y Lisa creen que han matado accidentalmente a Martin Prince. Mientras tanto, Marge contrata a un programa de TV para espiar a Homero, sospechando que este hace trampa con su dieta. El episodio fue escrito por Carolyn Omine y William Wright, y dirigido por Bob Anderson. El día de su estreno, el episodio tuvo un promedio de 7,3 millones de espectadores y 10% de audiencia compartida

## Sinopsis
Todo comienza cuando Marge se viste de manera atractiva para complacer a Homer, y ella sugiere que Homer vaya por ella pero este prefiere que ella venga hacia él (debido a su sobrepeso). Y en el instante en que ambos se besan, Homer se fatiga rápidamente y se cansa con tan sólo besar por lo que, Marge decide contratar a una nutricionista para personas obesas llamada Betsy Bidwell para que lo ayudase. Betsy relata cómo era antes de descubrir su dieta infalible. Y Betsy le sugiere a Homer que para cualquier cosa que quisiera comer, solamente lo reemplace con un pimiento, mostrando así que la dieta de Betsy consiste en comer sólo pimientos. Y aunque todo parece indicar que Homer sólo come pimientos en cada día de su vida, comienza a aumentar de peso. Marge y Betsy se sienten mal porque Homer había subido de peso por lo que ambas sospechan que este estaba haciendo trampa pero Homer se excusa de manera ridícula. Mientras Bart y Lisa veían la televisión y se insultaban entre ellos, Marge observa el programa que se emitía en televisión, un programa llamado Sneakers, el cual desenmascaraba a las parejas que eran infieles el uno con el otro. Marge decide llamar a los productores, con la intención de que vigilaran a Homer y que viesen si estaba haciendo trampa con su dieta por lo que, saca forzosamente a Bart y a Lisa para contactarse con ellos.
Una vez afuera, Bart y Lisa se dirigen al Parque Nacional de Springfield dando un paseo en medio. Y en la cima de una montaña, descubren a Martin quien se encontraba buscando puntas de flecha en la tierra. Bart se sorprende que Martin no hace nada divertido en su tiempo de ocio pero Lisa ayuda a Martin con la excavación. Pero sintiéndose aburrido, Bart decide hacerle una broma a Martin y para esto, le roba el hueso a Mel Patiño, lo entierra y llama a Martin para decirle que hizo un "descubrimiento". Martin lo encuentra pensando que era real y empieza a limpiar. Luego, Bart tira de una cuerda conectada al hueso, la cual provoca que este golpee a Martin en la cabeza. Este se desequilibra y cae por el peñasco, hacia una plataforma ubicada unos metros más abajo. Lisa lo pica con una vara para despertarlo, pero por accidente lo empuja de la montaña, provocando su caída hacia el fondo del precipicio. Ambos piensan que mataron a Martin pero Bart se empecina en no creerlo por lo que huye del Parque en su bicicleta mientras hace sonar la campanilla.
Bart sigue ignorando a Lisa mientras que ésta le dice que piense sobre todo esto que había pasado. Bart toma el control remoto del televisor y mira una película pero en un reporte especial en el noticiero, Kent Brockman reporta sobre el incidente de Martin donde el jefe Wiggum dice que cuando Martin había aterrizado, lo había devorado un puma. Bart quiere confesar el crimen pero Lisa, temiendo ir a la cárcel por haber sido cómplice, lo obliga a guardar silencio con una actitud bastante extraña, al punto que mienten a su madre sobre qué hicieron fuera de casa.
Mientras tanto, Homer está a punto de irse de la casa, diciendo que iba a trabajar un sábado. A Marge le parece raro que vaya a trabajar en sábado (siendo que a Homer no le gustaba trabajar mucho menos en los fines de semana) y ante el tonto pretexto que Homer pone delante de Marge, ésta llama a Sneakers para que sigan a Homer, todos estos en su furgoneta. Y al momento de espiar, resulta que en verdad, Homer no seguía su dieta y se escapaba de su casa para comer cualquier cosa. A tal punto que, Homer toma ciertas actitudes fetichistas con la comida que para los productores generaban repugnancia.
En el gimnasio de la escuela, se lleva a cabo un tributo en memoria de Martin. Y las palabras alusivas las da, el director Skinner. Y durante la ceremonia, Bart sigue sintiéndose culpable por lo ocurrido pero Lisa le insiste en no recordarlo. Nelson nota algo extraño en todo esto: Martin le tenía miedo a las alturas, por lo que no sería usual que estuviese en un risco por lo que trata de indagar el hecho. Después Nelson viaja hacia el Parque Nacional de Springfield y encuentra el hueso de Mel Patiño unido a una cuerda rota. Posteriormente, Bart y Lisa se encuentran en el Kwik-E-Mart de Apu, donde Lisa se presenta encubierta, tomando una actitud más rara aún. Bart y Lisa se encuentran con Nelson. y este les pregunta a Bart y a Lisa sobre lo que estaban haciendo pero éstos sólo decían excusas. Nelson se despide pero sin antes hacerles saber que Martin cayó del precipicio por culpa de alguien, alguien que tal vez, quiso jugarle una broma, haciendo que Bart y Lisa se inquieten.
Mientras tanto, los agentes de Sneakers graban a Homer yendo a un restaurant. Marge confirma sus sospechas y se enfrenta delante de Homer pero se da cuenta de que a los productores no les importaba su matrimonio, sino que estaba tratando de separarlos. Por lo tanto, golpea al productor de Sneakers y deja de trabajar con el programa. Por lo que abraza a Homer. Entre tanto que, Sneakers grabó todo pero lo reeditarían bajo posproducción, lo que haría parecer que todo lo que sucedió en verdad, nunca pasó y cambiarán toda la situación.
Poco a poco, Lisa empieza a mostrarse con una mentalidad perturbadora y oscura. Y desea hablar con su hermano sobre lo sucedido hasta ese momento pero resulta que Bart iba a ir a casa de Martin a ponerle punto final a toda esta situación. Al momento en que llega a su casa, Lisa cree que Bart se iba a suicidar pero en realidad y luego de haber leído el diario de Martin, Bart estaba en el invernadero de Martin para completar su proyecto con unas orugas. Lisa lo sigue y juntos terminan el proyecto.
Pero en un instante dado, las orugas salen de sus crisálidas y comienzan a eclosionar para volverse en mariposas. Al contemplar este acto, se escucha la voz de Martin, lo que hace que Lisa se altere mucho pero resulta ser que la voz escuchada era una grabación que había hecho Martin al momento de la eclosión de las mariposas. Mas al pasar el tiempo, Lisa comienza a alterarse más y más y se pone más histérica, tano que choca accidentalemente con un frasco de néctar y este le cae en la cabeza haciendo que todas las mariposas se vayan hacia ella pero Lisa los espanta. Sin embargo, Lisa se siente peor después de querer matar a una mariposa inocente. Por lo que Lisa confiesa el crimen en voz alta. Y en ese momento, aparece Nelson quien grabó la confesión de Lisa en una cinta, y dedujo que ellos eran los responsables pero él quería estar más seguro. Lisa le empieza a coquetear recordándole los tiempos en que salieron juntos pero Nelson la ignora.
Y mientras se daba la discusión, apareció Martin, a quien se lo creía muerto. El niño cuenta que había sobrevivido a la caída gracias a su ropa interior, la cual tenía un elástico muy resistente, y que este se había enganchado a la rama de un árbol. Al estar colgado, el puma quiso atacarlo pero al querer comérselo, sólo le quita su ropa lo que hizo que Martin saliera volando como tiro de catapulta en dirección a una pequeña isla en medio de un lago turbio. Y para huir de ahí, tardó un día en diseñar una embarcación pero demoró tres días en hacer una "modesta faldita" la cual, le fascinaba tenerla puesta. Pero Nelson lo golpea para que reaccione. Tras todo esto, Nelson les pregunta a Bart y a Lisa si aprendieron su lección. Lisa les dice que debajo de su apariencia de una niña buena, hay una persona oscura y de mente retorcida. Y Bart le dice que aprendió la lección y que matar a un nerd, no tiene nada de divertido. Nelson finaliza comentando algo más, diciendo: "Que pasen unas buenas noches".
El final del episodio es similar a la secuencia de apertura de NBC Mystery Movie, con Nelson Muntz como Columbo, el Dr. Hibbert como Quincy, el Texano Rico como McCloud y el Sr. Burns y Smithers como McMillan and Wife.